# Bệnh viện Đa khoa Mộc Châu
Bệnh viện Đa khoa Mộc Châu là bệnh viện cấp huyện ở tỉnh Sơn La.

## Lịch sử
Sau Chiến thắng lịch sử Điện Biên Phủ năm 1954, để nhanh chóng khắc phục hậu quả chiến tranh và thực hiện đẩy mạnh công cuộc xây dựng xã hội mới, Ủy ban hành chính khu thành lập Bệnh xá của  Mộc Châu được thành lập vào tháng 2 năm 1956 theo kế hoạch số 567-ZY2/KH, ngày 2/11/1955 của Sở Y tế Khu tự trị Thái Mèo.
Bệnh viện đa khoa Mộc Châu là bệnh viện đa khoa hạng II tuyến huyện, Bệnh viện gồm 20 khoa, phòng chức năng.

## Lãnh đạo
- Giám đốc: BS.CKII. VI HỒNG KỲ[3]

## Giải thưởng

### Huân chương
- Huân chương Lao động hạng Ba năm 2011[1]
- Huân chương Lao động hạng Nhì năm 2015[1]